# Château de la Rochefuret
Le château de la Rochefuret est situé sur la commune de Ballan-Miré, dans le département d'Indre-et-Loire. Le château fait l’objet d’une inscription au titre des monuments historiques depuis le 1er juin 1948.

## Historique
La Rochefuret appartenait en 1638 à Nicolas Leroux, maire de Tours, marchand bourgeois et trésorier au bureau des finances. Leroux est probablement à l'origine de la construction de la partie centrale de l'édifice, constituant le manoir primitif. Ses initiales figurent sur le fronton et les symboles de la guerre rappellent que la demeure avait ensuite été la propriété de Pierre Taschereau des Pictières, Grand-maître de l'artillerie royale. Le fronton Nord lui est orné des attributs de la paix. Ses façades ont été inscrites à l'inventaire supplémentaire des monuments historiques. Les deux ailes ont ensuite été construite au XIXe siècle[réf. nécessaire]. 
En 1799, Jean-Joseph et Marie-Henriette des Farges et Jeanne-Thérèse Durand, héritiers de Jacques-Nicolas-Christophe Teyssier des Farges de La Vaultière, vendent la Rochefuret à Paul Deslandes-Preuilly. Il en dote sa fille Marie-Pauline Deslandes à l'occasion de son mariage, en 1803, avec le banquier Nicolas-Pierre Vivier, directeur du bureau de correspondance.
Au XIXe siècle, il est successivement la propriété de André-Christophe-Martin Sain de Bois-le-Comte (1812), du général William Lawless (en) (1817), d'Alphonse de France, officier,  de 1830 à 1834, du botaniste Narcisse Lesèble (1840), président du Comice horticole de Tours et maire de Ballan, de Geneviève de Barbançois-Villegongis, épouse Guyon de Montlivault (1893) puis de son gendre Henri de Lary de Latour (1906). La propriété fut ensuite achetée par Régis de Chazal, d'une famille de l'Île Maurice, en 1930 et restant dans sa descendance passa à la comtesse de Grivel, née Bourdon de Nanclas, puis à sa fille, la comtesse Charles Henri de La Poëze d'Harambure.
Du 10 au 14 juin 1940, la Rochefuret abrite l'ambassade d'Argentine en France.